# 馬賽厄斯·科爾曼

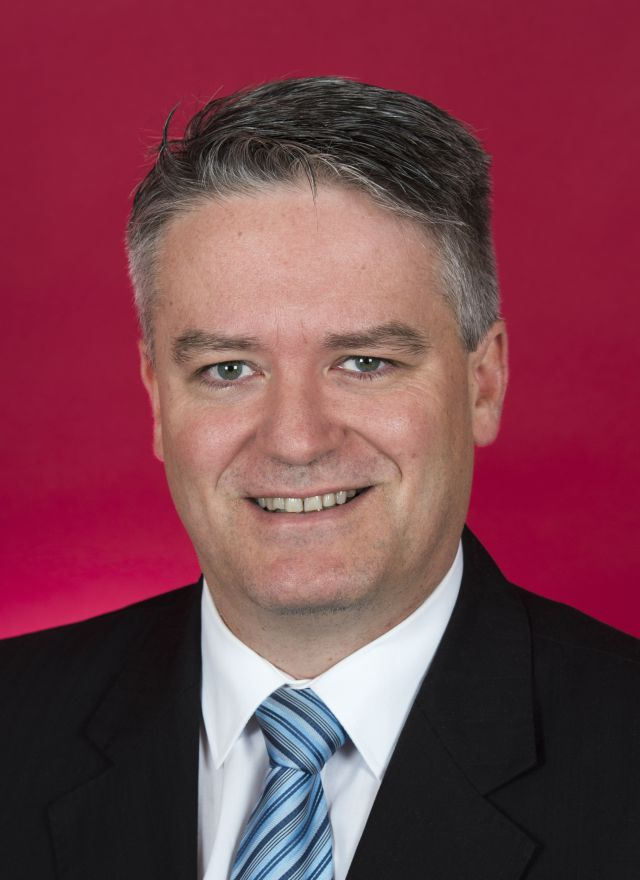

馬賽厄斯·休伯特·保羅·科爾曼（英語：Mathias Hubert Paul Cormann；1970年9月20日—），澳洲政治人物。

## 生平
出生在比利時德語區奥伊彭，屬於澳洲自由黨。他在阿博特內閣、滕博爾內閣和第二屆莫里遜內閣擔任財政部長，直至於2020年末退出政壇。